# Metaseiulus herbertae
Metaseiulus herbertae är en spindeldjursart som först beskrevs av Nesbitt 1951.  Metaseiulus herbertae ingår i släktet Metaseiulus och familjen Phytoseiidae. Inga underarter finns listade i Catalogue of Life.